# NGC 899
NGC 899 est une galaxie irrégulière de type magellanique située dans la constellation de la Baleine. NGC 899 a été découverte par l'astronome britannique John Herschel en 1835.

## Caractéristiques
Sa vitesse par rapport au fond diffus cosmologique est de 1 346 ± 17 km/s, ce qui correspond à une distance de Hubble de 19,9 ± 1,4 Mpc (∼64,9 millions d'al).
À ce jour, une mesure non basée sur le décalage vers le rouge (redshift) donne une distance d'environ 18,500 Mpc (∼60,3 millions d'al). Cette valeur est tout juste à l'extérieur des valeurs de la distance de Hubble.
La classe de luminosité de NGC 899 est V-VI et elle présente une large raie HI. Elle renferme également des régions d'hydrogène ionisé.

## Groupe de NGC 908

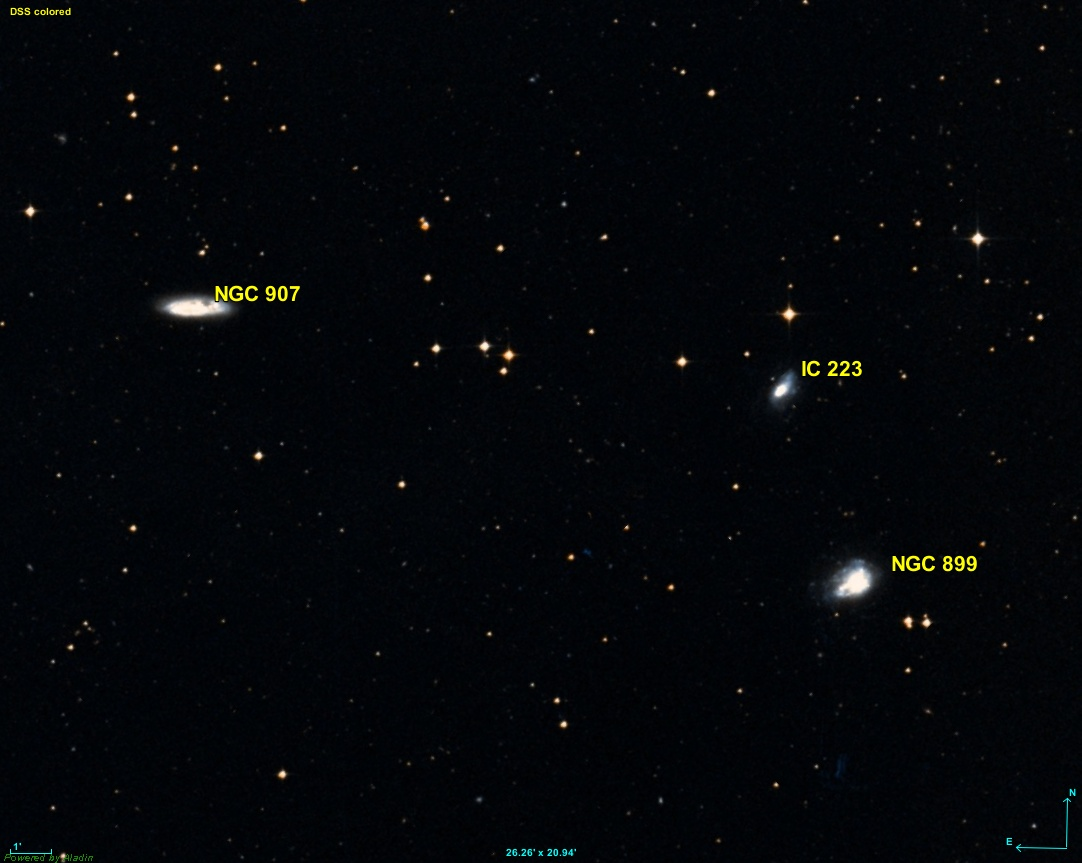
NGC 899, NGC 907 et IC 223, un trio galactique en interaction.

Avec IC 223 et NGC 907, NGC 899 fait partie d'un triplet de galaxies interaction gravitationnelle. NGC 899 fait aussi partie d'un groupe de galaxies, le groupe de NGC 908 qui comprend au moins 8 galaxies. Les sept autres galaxies du groupe inscrites dans l'article de A.M. Garcia paru en 1993 sont IC 223, NGC 907, NGC 908, PGC 866, ESO 544-30, ESO 545-2 et ESO 545-16.